# Ruska Pilana
Ruska Pilana es un pueblo de la municipalidad de Donji Vakuf, en el cantón de Bosnia Central, Bosnia y Herzegovina.

## Superficie
Posee una superficie de 0,84 kilómetros cuadrados.

## Demografía
Hasta 2013 la población era de 10 habitantes, con una densidad de población de 11,9 habitantes por kilómetro cuadrado.